# Julián de Bustinza
Julián Luis de Bustinza Ubirichaga (Bilbao, 1 de agosto de 1827-Rosario, 12 de junio de 1888) fue un agrimensor y político hispanoargentino.

## Biografía
Emigró a Argentina en 1854 radicándose en Rosario ejerciendo su profesión de agrimensor, en la que pronto alcanzó gran prestigio profesional. De ello da testimonio la «vara de Bustinza» de 0.84868 m de longitud,  aceptada oficialmente en las mensuras igual que la vara castellana de 0,836 m, la nacional de 0,866 m y la vara rosarina de 0,862 m. Tuvo asimismo a cargo la importante mensura de los terrenos que se tuvieron que expropiar para la línea de Rosario a Córdoba del Ferrocarril Central Argentino, sobre la que presentó un detallado informe.
En 1860 fue elegido concejal suplente del primer Cuerpo Municipal de Rosario, en ese entonces una ciudad de poco más de 10 000 habitantes.
En 1868 contrajo enlace con Clodomira de Larrechea integrante de una tradicional familia santafesina, hija de Pedro Tomás de Larrechea (1776-1858) quién en 1815 fue gobernador interino de la provincia de Santa Fe. Con ello se emparentó con destacadas personalidades rosarinas. No hubo hijos en este matrimonio.
Su extensa actividad profesional le permitió reunir suficiente capital para comprar tierras para colonizar. Así, y con la ayuda de créditos hipotecarios, fue fundador de varias colonias. Con campos que rodeaban la ex Posta de las Totoras fundó sus dos primeras colonias: Bustinza (1874) y Santa Teresa (actual distrito de Totoras) (1875). Posteriormente también las colonias Clodomira, cuya cabecera es la localidad de Pujato (1879), y Piamonte (1886). La crisis económica de la década de 1870 le creó problemas económicos de los que pudo salir. En 1884 el gerente de la sucursal Rosario del Banco de Londres opinaba de Bustinza que “hace un tiempo en serias dificultades, pero su situación ha mejorado mucho y se lo considera con una posición sólida. Merecedor de crédito, pero no el personaje más adecuado para mantener relaciones comerciales”.
Falleció el 12 de junio de 1888, descansando sus restos en el Cementerio El Salvador de Rosario. Su única heredera fue su esposa y al fallecer esta, su madre que le sobrevivió. Al fallecer, heredaron los hermanos de Clodomira y sus hijos.